# Phare de Roe Island
Le phare de Roe Island est un phare situé sur Roe Island (en), une île à l'extrémité est de la baie de Suisun, dans le Comté de Solano (État de la Californie), aux États-Unis. Désactivé en 1945, il a été détruit par un incendie.
Ce phare était géré par la Garde côtière américaine, et les phares de l'État de Californie sont entretenus par le District 11 de la Garde côtière.

## Histoire
Le phare de Roe Island a été construit dans la baie de Suisun en face de Port Chicago, à 53 km à l'intérieur des terres du pont du Golden Gate et à 8 km à l'est de Benicia. Dans les années 1900, une deuxième habitation semblable au phare, mais sans lanterne, a été construite à côté du phare.
Au cours de la Seconde Guerre mondiale, les trains ont livré des munitions aux navires du dépôt de la marine de Port Chicago , à 2 000 m du phare de Roe Island. Le 17 juillet 1944, la catastrophe de Port Chicago est survenue, endommageant le phare. Deux navires, Quinault Victory et E.A. Bryan , chargés de tonnes de munitions, explosèrent vers 22h20. Plus de 300 hommes, les deux navires, deux navires de la garde côtière et une grande partie du train ont été détruits.
Avec les changements dans les voies navigables de la région, la lumière n'était plus nécessaire et elle a donc été démantelée en 1945 et vendue. Un rapport de la Garde côtière daté du 11 août 1944 notait que la station : « comprend la lumière, avec deux gardiens, avec des habitations, des dépendances, une centrale électrique, des réservoirs d'eau, un quai, des allées, un port et des bateaux. L'approvisionnement en eau provient de la pluie recueillie sur les toits des bâtiments, augmentée par un approvisionnement. »
Le phare a été vendu à une famille privée. La famille a utilisé la station comme résidence d'été jusqu'à ce qu'un incendie la détruise.
Identifiant : ARLHS : USA-700 .
|                             |
| Ancien phare de Roe island. |

### Lien connexe
- Liste des phares de la Californie